# 中国驻孔敬总领事馆
中华人民共和国驻孔敬总领事馆，简称中国驻孔敬总领事馆，是中华人民共和国派驻泰国孔敬府孔敬的最高级别外交机构，位于孔敬府直辖县环湖路2组142/44号（142/44 Moo 2, Rob-Bueng Rd., Nai-Muang, Muang Khon Kaen）。领区包括呵叻府、武里南府、素林府、四色菊府、乌汶府、益梭通府、猜也蓬府、安纳乍伦府、汶干府、农磨兰普府、孔敬府、乌隆府、黎府、廊开府、马哈沙拉堪府、黎逸府、加拉信府、沙功那空府、那空拍侬府和穆达汉府。